# Platysepalum chevalieri
Platysepalum chevalieri är en ärtväxtart som beskrevs av Hermann August Theodor Harms. Platysepalum chevalieri ingår i släktet Platysepalum och familjen ärtväxter. Inga underarter finns listade i Catalogue of Life.